# Пермеевский сельсовет
Пермеевский сельсовет — сельское поселение в Большеболдинском районе Нижегородской области Российской Федерации.
Административный центр — село Пермеево.

## История
Статус и границы сельского поселения установлены Законом Нижегородской области от 15 июня 2004 года № 60-З «О наделении муниципальных образований - городов, рабочих посёлков и сельсоветов Нижегородской области статусом городского, сельского поселения».

## Население
| 2002  | 2010  | 2012  | 2013  | 2014  | 2015  | 2016  |
| ----- | ----- | ----- | ----- | ----- | ----- | ----- |
| 1443  | ↘1230 | ↗1234 | ↘1206 | ↘1186 | ↘1171 | ↗1176 |
| 2017  | 2018  | 2019  | 2020  | 2021  |       |       |
| ↘1163 | ↘1135 | ↗1140 | ↘1110 | ↘1020 |       |       |

## Состав сельского поселения
| № | Населённый пункт | Тип населённого пункта       | Население |
| - | ---------------- | ---------------------------- | --------- |
| 1 | Александровка    | деревня                      | →0        |
| 2 | Логиновка        | деревня                      | →0        |
| 3 | Малое Болдино    | село                         | ↘84       |
| 4 | Пермеево         | село, административный центр | ↘447      |
| 5 | Прогресс         | посёлок                      | ↘1        |
| 6 | Садовая          | деревня                      | ↘28       |
| 7 | Сергеевка        | село                         | ↘576      |
| 8 | Чиреси           | село                         | ↘94       |